# Nélson Sousa
Nélson Manuel Marques de Sousa (sinh ngày 15 tháng 3 năm 1984) là một cầu thủ bóng đá người Bồ Đào Nha thi đấu cho Fátima. Anh cũng mang quốc tịch Pháp.

## Sự nghiệp câu lạc bộ
Anh ra mắt tại Giải bóng đá vô địch quốc gia Bồ Đào Nha debut cho União de Leiria vào ngày 17 tháng 4 năm 2004 khi đá chính trong trận hòa 0–0 trước Estrela da Amadora.